# São João do Manteninha
São João do Manteninha là một đô thị thuộc bang Minas Gerais, Brasil. Đô thị này có diện tích 139,388 km², dân số năm 2007 là 4855 người, mật độ 33,4 người/km².